# Nepenthes edwardsiana
Espèce
Classification phylogénétique
Statut de conservation UICN

 VU B1+2e, D1 : Vulnérable
Statut CITES
Nepenthes edwardsiana est une espèce de plantes à fleurs de la famille des Nepenthaceae. C'est une plante carnivore endémique du Mont Kinabalu à Bornéo. Cette espèce pousse de 1500 m à 2700 m, dans la forêt de nuage (forêt tropicale humide d'altitude).

## Morphologie
La plante peut atteindre une hauteur de 15 m, et les urnes particulièrement imposantes dépassent très souvent les 30 cm de haut.
Le péristome de cette espèce est très développé et présente des dents colorées qui peuvent faire jusqu'à 20 mm de diamètre.